# 泌水孔

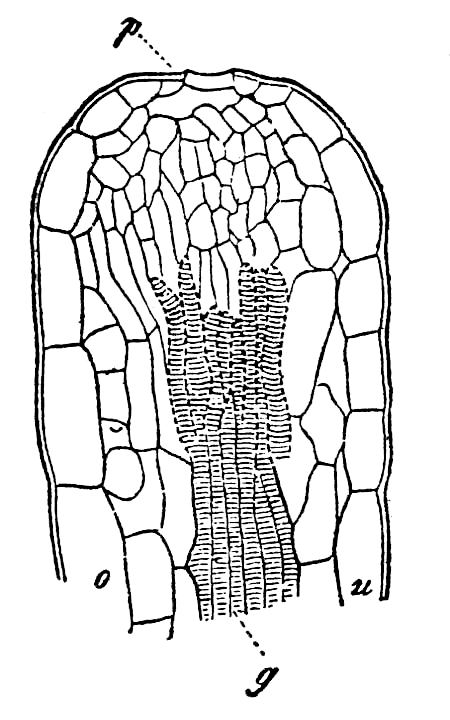
藏报春葉泌水孔的剖面。

泌水孔是一種位於葉的分泌組織，通常在被子植物被發現，由孔洞在表皮或葉邊緣分泌水分，經常位於齒狀或鋸齒狀邊緣的尖端。泌水孔出現在沉水性水生植物（如：Ranunculus fluitans）與在乾旱棲地的草本植物（如：圓葉風鈴草）。他們以維管束鞘與植物維管束系統連結，泌水孔通常在大薸、鳳眼藍、玫瑰、膠冷杉中被觀察到。
泌水孔由一群具有充滿水的大型胞外空間的活細胞組成，但沒有或只有少量葉綠體，代表特化鞘體末端。這些細胞（稱為披覆組織細胞）向外開口進入一個或多個表皮下腔室。他們輪流透過開水氣孔（open water stoma）與開孔（open pore）與外界溝通。水氣孔在結構上與正常氣孔相似，但通常較大且失去運動的能力。 
泌水孔與泌液作用的過程有關，在此正的木質部壓力（由於根壓）使液體由這些孔洞向外滲出。一些鹽土植物擁有腺狀毛狀體有效地分泌鹽分因而降低在細胞質中的細胞毒性無機離子的濃度；這造成了在葉表面的白色粉狀物質的形成。
泌水孔有兩種：
- 被動泌水孔(passive hydathode):再披覆組織內的葉脈末端形成。
- 主動泌水孔(active hydathode):在表皮細胞主動失去水分時形成。

## 外部連結
- hydathode physiology （页面存档备份，存于）